# Blok Julije Tymošenkové
Blok Julije Tymošenkové (ukrajinsky Блок Юлії Тимошенко; zkratka: БЮТ / BJuT) byla volební koalice politických stran okolo tehdejší ukrajinské premiérky Julije Tymošenkové, která vznikla v roce 2001. V listopadu 2011 byla účast bloků politických stran v parlamentních volbách zakázána, ale hlavní těleso koalice, strana Baťkivščyna, zůstalo významnou silou ukrajinské politiky.

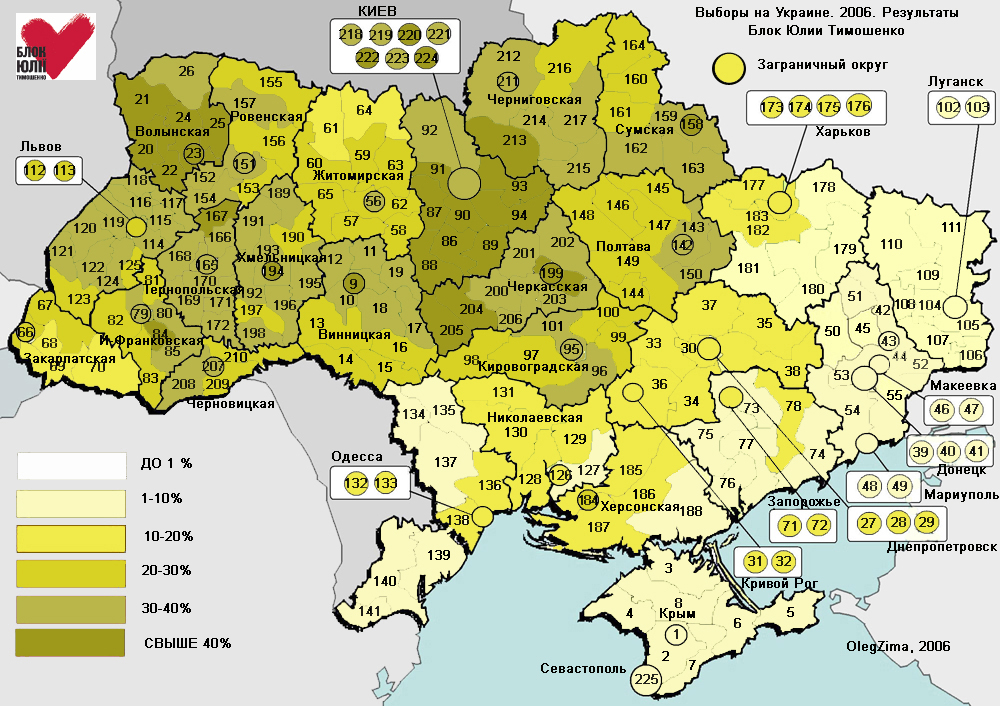
Podíl získaných hlasů ve volbách 2006. Logo bloku v levém horním rohu.

## Historie
V parlamentních volbách roku 2002 získal 7,2 % hlasů. Blok byl činný v ukrajinské oranžové revoluci na konci roku 2004. Poté se však dostala do sporů s jejím vůdcem, prezidentem Viktorem Juščenkem. Po volbách 2007, kde skončil BJuT jako druhý s 22,3 % hlasů, utvořil s Juščenkovým blokem Naše Ukrajina křehkou vládní koalici.
Politická orientace Bloku Julije Tymošenkové je označována zpravidla za umírněný liberalní nacionalismus s prvky populismu. V roce 2006 měl BJuT největší podporu na střední Ukrajině (Kyjevská oblast: 44,5 %), nejmenší pak na Donbasu (okolo 3 % hlasů).